# سیلس
سیلِس (به اسپانیایی: Siles) یکی از دهستان‌های استان خائن در کشور اسپانیا است. این شهر با مساحت ۱۷۵ کیلومتر مربع، ۲۴۵۱ تن جمعیت دارد.